# Anti-hidrogênio
O anti-hidrogênio (
H

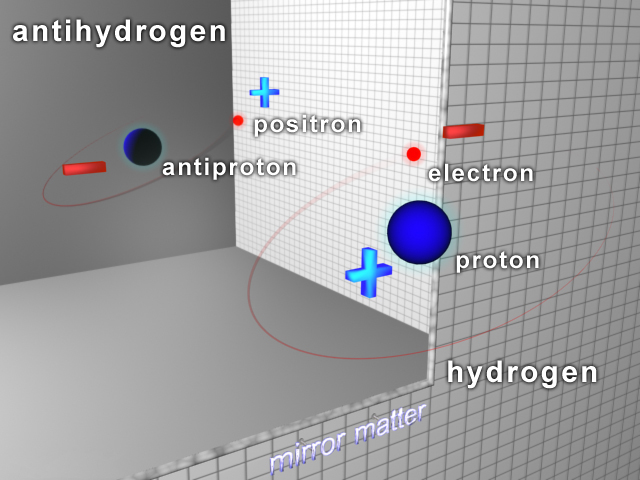
O anti-hidrogênio consiste em um antipróton e um pósitron.

Modelo simplificado de um átomo de anti-hidrogênio no estado fundamental

) é a contraparte de antimatéria do hidrogênio. Enquanto o átomo de hidrogênio [en] comum é composto de um elétron e um próton, o átomo de anti-hidrogênio é composto de um pósitron e um antipróton. Os cientistas esperam que o estudo do anti-hidrogênio possa esclarecer a questão de por que há mais matéria do que antimatéria no universo observável, conhecido como o problema da assimetria bariônica. O anti-hidrogênio é produzido artificialmente em aceleradores de partículas.

## História experimental
Os aceleradores detectaram o anti-hidrogênio quente pela primeira vez na década de 1990. ATHENA [en] estudou 
H
 frio em 2002. Ele foi capturado pela equipe do Aparelho de física a laser de anti-hidrogênio (A.L.Ph.A.) [en] no C.E.R.N. em 2010, que então mediu a estrutura e outras propriedades importantes. A.L.Ph.A., A.E.G.i.S. e G.B.A.R. planejam estudar e estudar ainda mais átomos 
H
.

### Medição da transição 1s – 2s
Em 2016, o experimento do A.L.Ph.A. [en] mediu a transição atômica de elétrons entre os dois níveis de energia mais baixos do anti-hidrogênio, 1s – 2s. Os resultados, que são idênticos aos do hidrogênio dentro da resolução experimental, apóiam a ideia de simetria matéria-antimatéria e simetria C.P.T..
Na presença de um campo magnético, a transição 1s – 2s divide-se em duas transições hiperfinas com frequências ligeiramente diferentes. A equipe calculou as frequências de transição para o hidrogênio normal sob o campo magnético no volume de confinamento como:
fdd = 2466061103064(2) kHz
fcc = 2466061707104(2) kHz
Uma transição de fóton único entre os estados "s" é proibida pelas regras de seleção [en] quântica, portanto, para elevar os pósitrons do estado fundamental ao nível 2s, o espaço de confinamento foi iluminado por um laser sintonizado para metade das frequências de transição calculadas, estimulando a absorção de dois fótons permitida.
Átomos de anti-hidrogênio excitados para o estado 2s podem então evoluir de várias maneiras:
- Eles podem emitir dois fótons e retornar diretamente ao estado fundamental como estavam;
- Eles podem absorver outro fóton, que ioniza o átomo;
- Eles podem emitir um único fóton e retornar ao estado fundamental por meio do estado 2p – nesse caso, o spin do pósitron pode mudar ou permanecer o mesmo.

Ambos os resultados de ionização e spin-flip fazem com que o átomo escape do confinamento. A equipe calculou que, assumindo que o anti-hidrogênio se comporta como o hidrogênio normal, cerca de metade dos átomos de anti-hidrogênio seriam perdidos durante a exposição à frequência ressonante, em comparação com o caso sem laser. Com a fonte de laser sintonizada em 200 kHz abaixo da metade das frequências de transição, a perda calculada foi essencialmente a mesma do caso sem laser.
A equipe do A.L.Ph.A. fez lotes de anti-hidrogênio, manteve-os por 600 segundos e depois diminuiu o campo de confinamento por 1,5 segundo enquanto contava quantos átomos de anti-hidrogênio foram aniquilados. Eles fizeram isso em três condições experimentais diferentes:
- Ressonância: expondo os átomos de anti-hidrogênio confinados a uma fonte de laser sintonizada exatamente na metade da frequência de transição por 300 segundos para cada uma das duas transições;
- Fora da ressonância: expondo os átomos de anti-hidrogênio confinados a uma fonte de laser sintonizada 200 kilohertz abaixo das duas frequências de ressonância por 300 segundos cada;
- Sem laser: confinando os átomos de anti-hidrogênio sem qualquer iluminação a laser.

Os dois controles, fora da ressonância e sem laser, eram necessários para garantir que a própria iluminação do laser não estivesse causando aniquilações, talvez liberando átomos normais da superfície do recipiente de confinamento que poderiam então se combinar com o anti-hidrogênio.
A equipe realizou 11 execuções dos três casos e não encontrou nenhuma diferença significativa entre as de fora da ressonância e as sem laser, mas uma queda de 58% no número de eventos detectados após as execuções com ressonância. Eles também foram capazes de contar eventos de aniquilação durante as execuções e encontraram um nível mais alto durante as execuções com ressonância, novamente sem diferença significativa entre as execuções fora da ressonância e as sem laser. Os resultados estavam de acordo com as previsões baseadas em hidrogênio normal e podem ser "interpretados como um teste de simetria C.P.T. com uma precisão de 200 ppt".

## Características
O teorema C.P.T. da física de partículas prevê que os átomos de anti-hidrogênio têm muitas das características do hidrogênio regular; ou seja, a mesma massa, momento magnético e frequências de transição de estado atômica (consulte Espectroscopia atômica [en]). Por exemplo, espera-se que os átomos de anti-hidrogênio excitados brilhem da mesma cor que o hidrogênio comum. Átomos de anti-hidrogênio devem ser atraídos por outra matéria ou antimatéria gravitacionalmente com uma força da mesma magnitude que os átomos de hidrogênio comuns experimentam. Isso não seria verdade se a antimatéria tivesse massa gravitacional negativa, o que é considerado altamente improvável, embora ainda não seja empiricamente refutado (veja Interação gravitacional da antimatéria). Estrutura teórica recente para massa negativa e gravidade repulsiva (antigravidade) entre matéria e antimatéria foi desenvolvida, e a teoria é compatível com o teorema C.P.T.
Quando o anti-hidrogênio entra em contato com a matéria comum, seus constituintes se aniquilam rapidamente. O pósitron se aniquila com um elétron para produzir raios gama. O antipróton, por outro lado, é composto de antiquarks que se combinam com quarks em nêutrons ou prótons, resultando em píons de alta energia, que rapidamente decaem em múons, neutrinos, pósitrons e elétrons. Se os átomos de anti-hidrogênio fossem suspensos em um vácuo perfeito, eles deveriam sobreviver indefinidamente.
Como um anti-elemento, espera-se que tenha exatamente as mesmas propriedades que o hidrogênio. Por exemplo, o anti-hidrogênio seria um gás em condições padrão e se combinaria com o anti-oxigênio para formar anti-água, 
H
2
O
.

## Produção
O primeiro anti-hidrogênio foi produzido em 1995 por uma equipe liderada por Walter Oelert [en] no C.E.R.N. usando um método proposto pela primeira vez por Charles Munger Jr, Stanley Brodsky [en] e Ivan Schmidt Andrade.
No Anel de antiprótons de baixa energia (L.E.A.R.) [en], antiprótons de um acelerador foram disparados contra aglomerados [en] de xenônio, produzindo pares elétron-pósitron. Antiprótons podem capturar pósitrons com probabilidade de cerca de 10−19, então este método não é adequado para produção substancial, conforme calculado. O Fermilab mediu uma seção transversal um tanto diferente, de acordo com as previsões da eletrodinâmica quântica. Ambos resultaram em antiátomos altamente energéticos ou quentes, inadequados para estudos detalhados.
Posteriormente, o C.E.R.N. construiu o Desacelerador de antiprótons (A.D.) [en] para apoiar os esforços em direção ao anti-hidrogênio de baixa energia, para testes de simetrias fundamentais. O A.D. fornecerá vários grupos do C.E.R.N.. O C.E.R.N. espera que suas instalações sejam capazes de produzir 10 milhões de antiprótons por minuto.

### Anti-hidrogênio de baixa energia
Experimentos das colaborações A.Trap. e Athen.A. no C.E.R.N. reuniram pósitrons e antiprótons em armadilhas de Penning, resultando em síntese a uma taxa típica de 100 átomos de anti-hidrogênio por segundo. O anti-hidrogênio foi produzido primeiro pelo Athen.A. (em 2002), depois pela A.Trap. e, em 2004, milhões de átomos de anti-hidrogênio foram produzidos. Os átomos sintetizados tinham uma temperatura relativamente alta (alguns milhares de kelvins) e, como consequência, "batiam" nas paredes do aparato experimental e se aniquilavam. A maioria dos testes de precisão requer longos tempos de observação.
O A.L.Ph.A., um sucessor da colaboração Athen.A., foi formado para capturar de forma estável o anti-hidrogênio. Enquanto eletricamente neutro, seus momentos magnéticos de spin interagem com um campo magnético que não é homogêneo; alguns átomos serão atraídos por um mínimo magnético, criado por uma combinação de espelhos e campos multipolares.
Em novembro de 2010, a colaboração A.L.Ph.A. anunciou que havia capturado 38 átomos de anti-hidrogênio por um sexto de segundo, o primeiro confinamento de antimatéria neutra. Em junho de 2011, eles prenderam 309 átomos de anti-hidrogênio, até 3 simultaneamente, por até 1.000 segundos. Eles então estudaram sua estrutura hiperfina, efeitos de gravidade e carga. O A.L.Ph.A. continuará as medições junto com os experimentos A.Trap., A.E.G.i.S. e G.B.A.R..

### Átomos de antimatéria maiores
Átomos de antimatéria maiores, como o antideutério (
D
), antitrítio (
T
) e anti-hélio (
He
) são muito mais difíceis de produzir. Núcleos de antideutério, anti-hélio-3 (3
He
) e anti-hélio-4 (4
He
) foram produzidos com velocidades tão altas que a síntese de seus átomos correspondentes apresenta vários obstáculos técnicos.